# كوراخوف
كوراخوف هي مدينة من مدن أوكرانيا. يبلغ عدد سكانها 20,098 نسمة وذلك حسب إحصائيات سنة 2013. يبلغ ارتفاع المدينة عن سطح البحر قرابة | متر.

## معرض صور

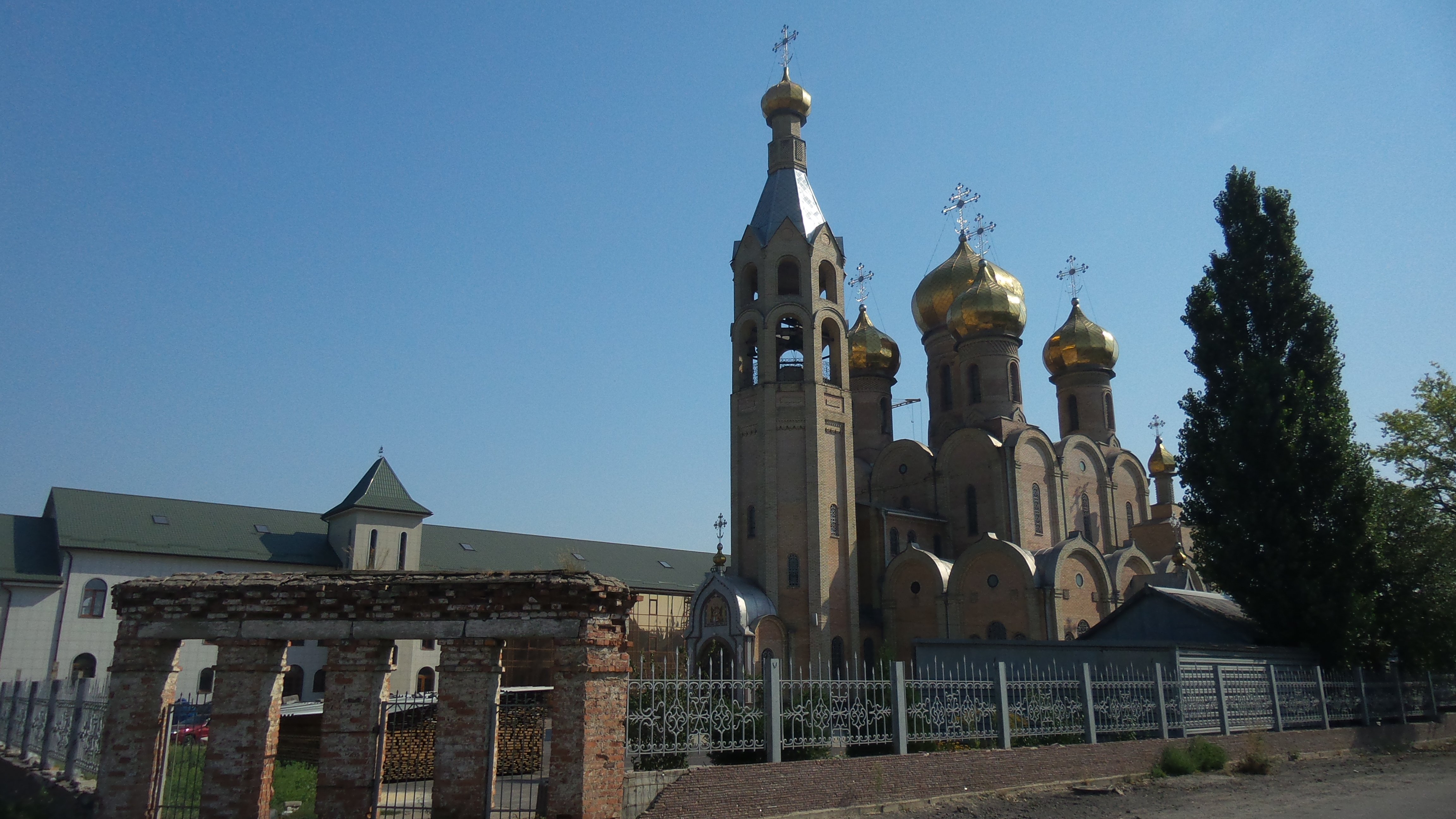
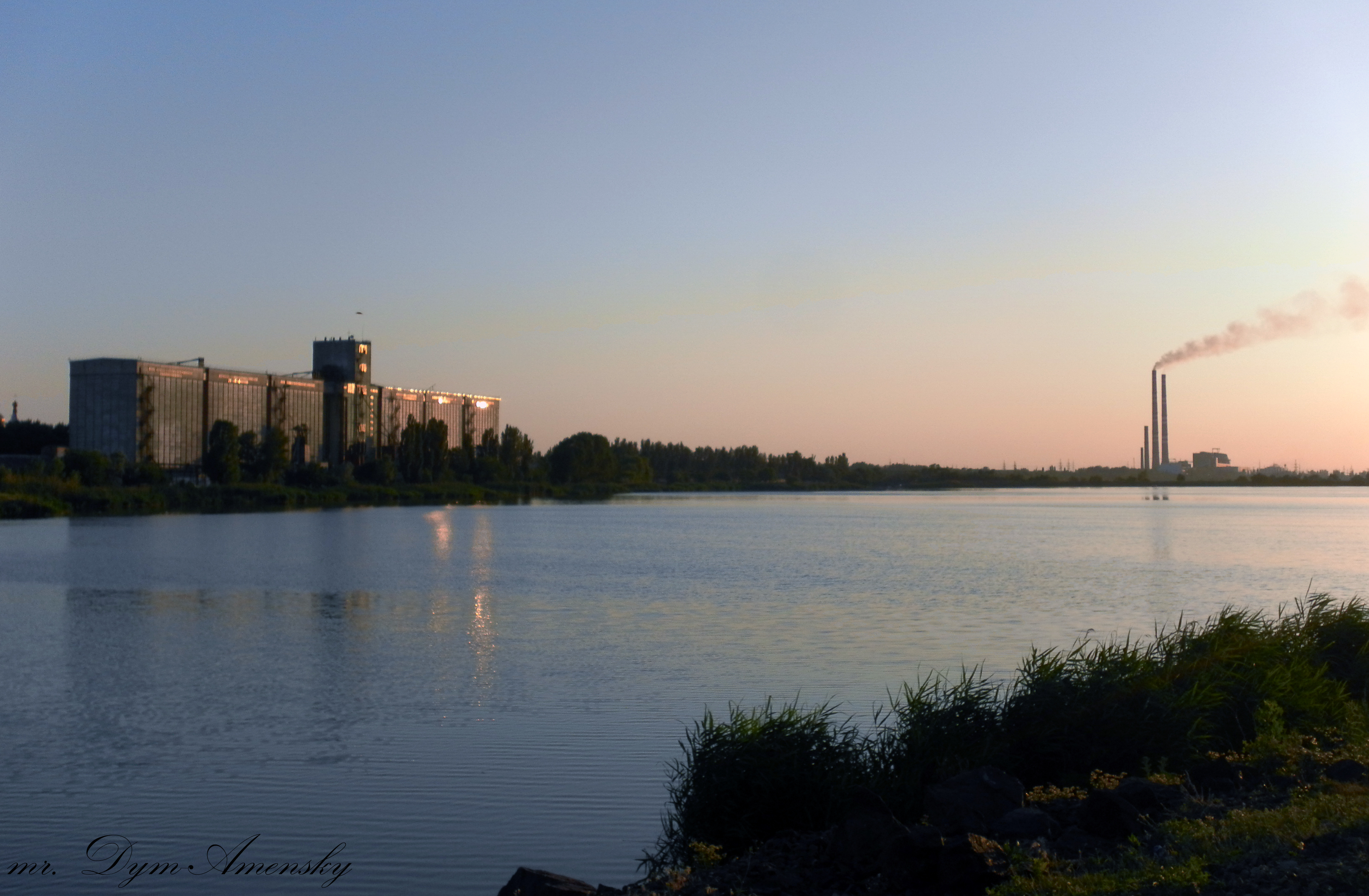
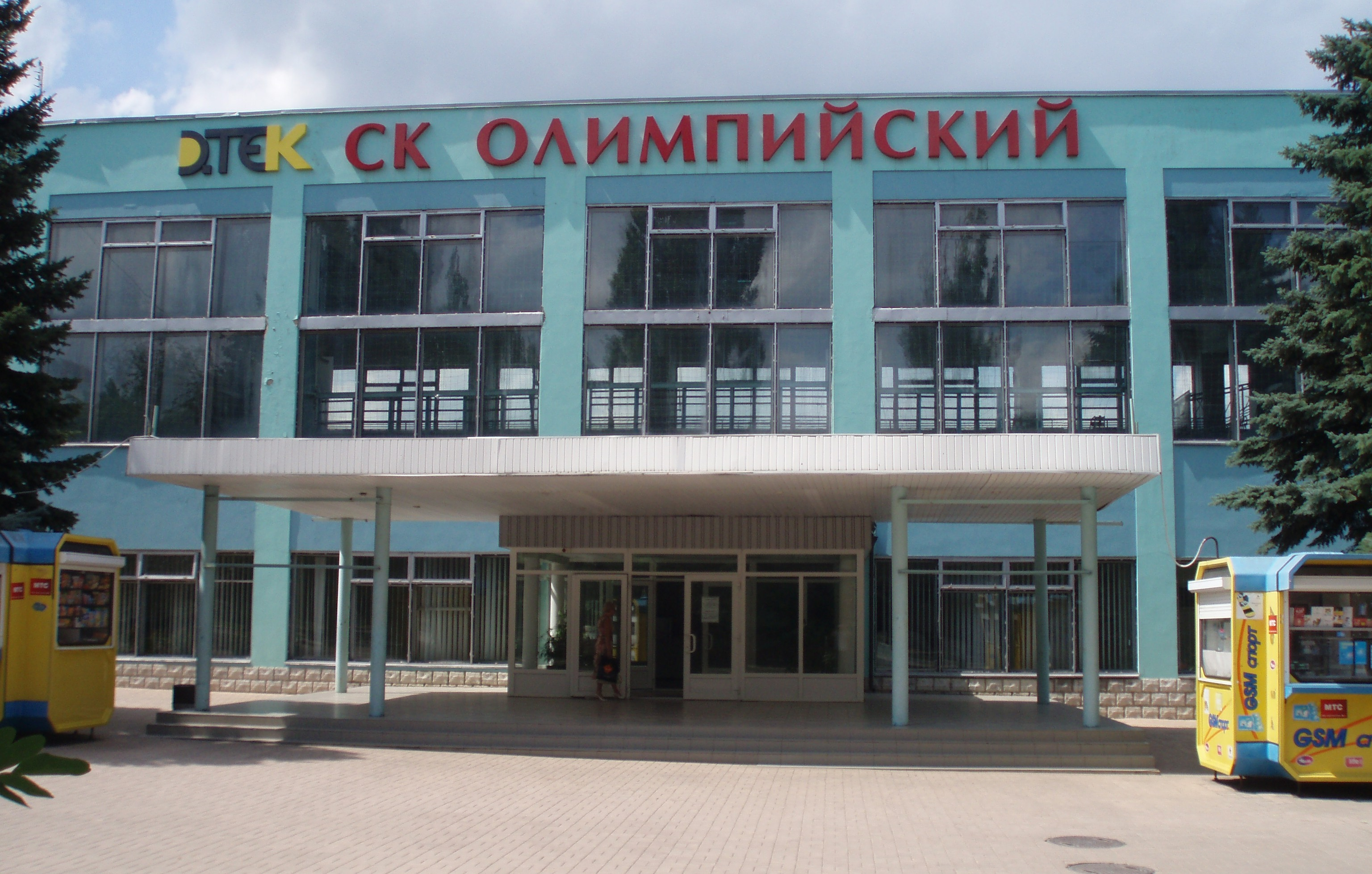
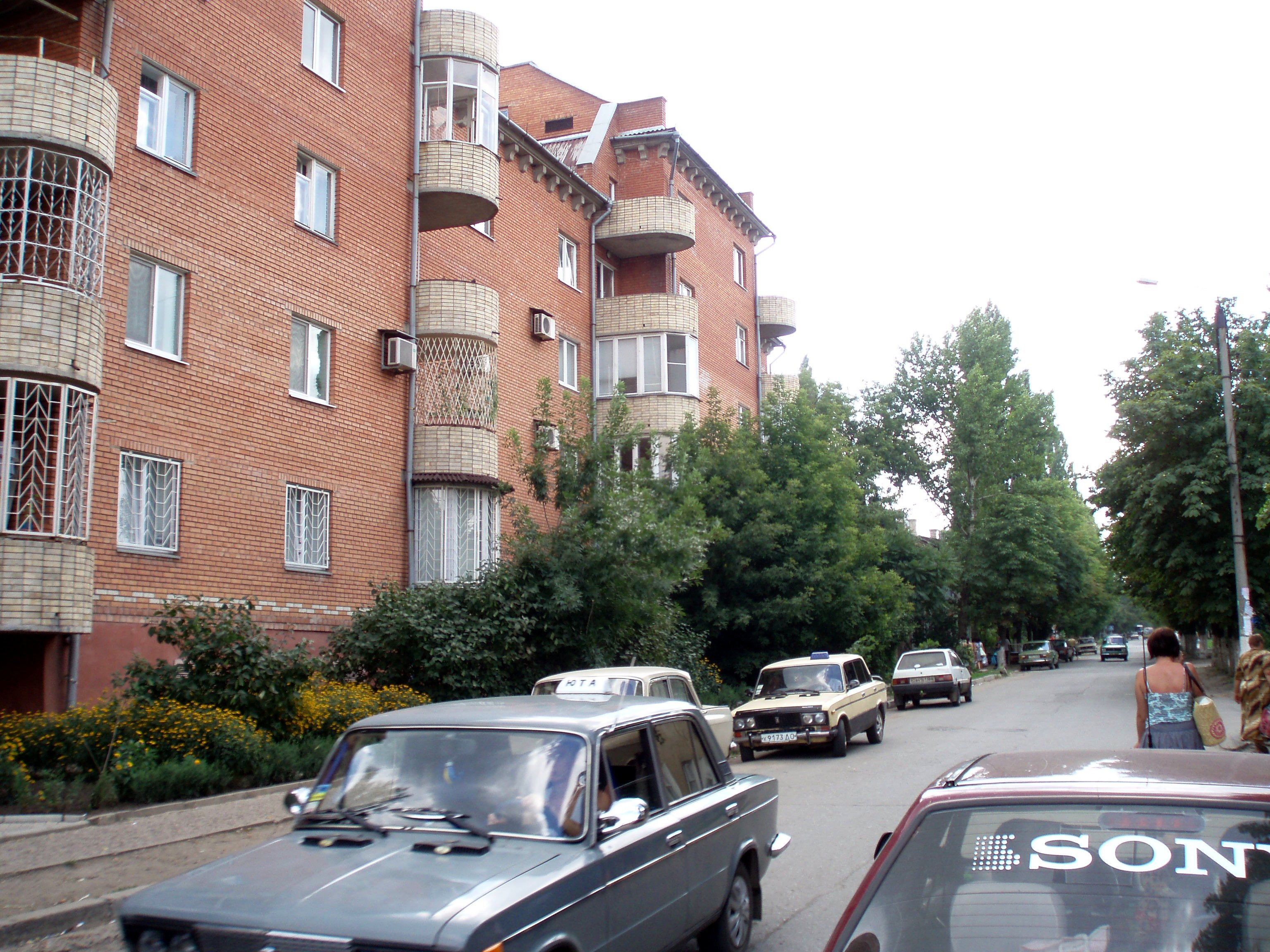
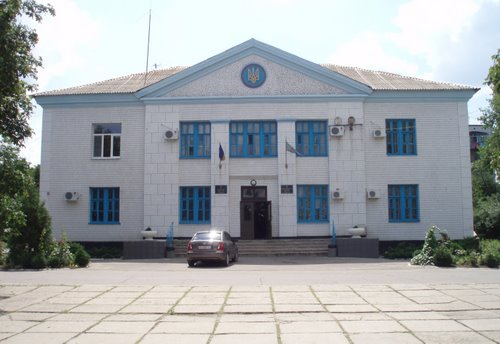